# Libouchec (zámek)
Libouchec je zámek na okraji střední části obce Libouchec v okrese Ústí nad Labem. Založen byl ve druhé polovině 16. století rytíři z Bünau. Není veřejně přístupný, ale majitel umožňuje prohlídky nebo konání společenských akcí. Od roku 1989 je chráněn jako kulturní památka.

## Historie

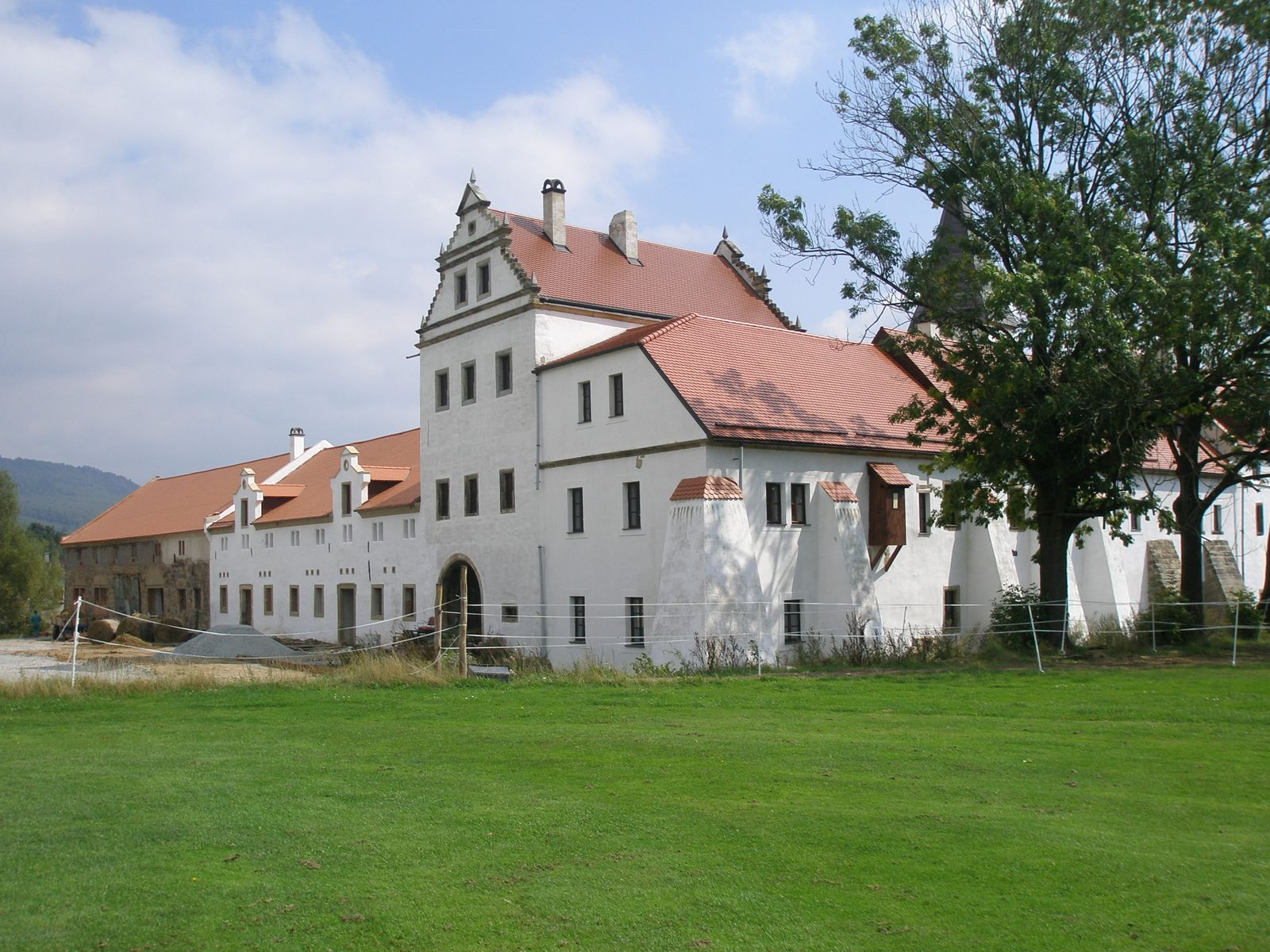
Vstupní průčelí

Předchůdcem zámku byla gotická tvrz. Písemné zprávy o ní se nedochovaly, ale předpokládá se, že byla postavena ve čtrnáctém století, kdy patřila Vartenberkům. Poté, co byl Libouchec připojen k děčínskému panství, přestala sloužit jako panské sídlo, a zpustla. Stávala na místě domu čp. 175 a tvrziště, které se po ní zachovalo, zaniklo až v sedmdesátých letech dvacátého století.
Renesanční zámek založil po roce 1579 Günter z Bünau poté, co libouchecké panství zdědil po svém otci. Jeho potomkům vesnice patřila do roku 1628, kdy Rudolf starší z Bünau kvůli obnovenému zřízení zemskému prodal svůj majetek Kryštofu Šimonovi z Thunu za 73 tisíc rýnských zlatých a odešel ze země. Libouchec byl opět připojen k Děčínu, a v zámku od té doby sídlili úředníci. V roce 1631 se zámku na krátký čas zmocnili páni z Bünau během vpádu saských vojsk, ale o rok později při jejich ústupu Libouchec opět opustili.
Roku 1872 zámek vyhořel a po rekonstrukci byl využíván k obytným a hospodářským účelům. Ve druhé polovině dvacátého století v zámeckém areálu hospodařil státní statek. Od roku 2003 je majitelem zámku společnost Polesí Střekov, která objekt postupně opravuje, umožňuje prohlídky a konání společenských událostí. 

## Stavební podoba
Dvoukřídlý jednopatrový zámek byl postaven v severozápadním nároží poplužního dvora. Obě křídla byla v prvním patře spojena pavlačí, po které se zachovaly dvě ozdobné konzole. Sklepní prostory jižního křídla jsou zaklenuté valenými klenbami. Místnosti v přízemí obou křídel mají křížové klenby a místnosti v prvním patře jsou plochostropé. Pokoje v patře zpřístupňovala chodba, do které na jednom konci ústila pavlač a na druhém schodiště z mladší osmiboké věže.